# Rue Bernard-Lecache
La rue Bernard-Lecache est une voie située dans le 12e arrondissement de Paris, en France.

## Situation et accès
Située au-delà du boulevard périphérique de Paris et à quelques mètres de la commune de Saint-Mandé, la rue Bernard-Lecache est perpendiculaire à la rue du Chaffault et parallèle à la rue Élie-Faure. Il s'agit d'une voie de passage servant au stationnement des véhicules.

## Origine du nom
La rue porte le nom du journaliste français, Bernard Lecache, fondateur de la Ligue contre l'antisémitisme, actuelle LICRA.

## Historique
Cette rue est créée lors de la construction d'un groupe d'habitations de la RIVP, sous le nom provisoire de « voie R/12 ». Elle prend sa dénomination actuelle par arrêté municipal du 30 août 1978.